# Geul
Il Geul (ˈɣøːl; in francese Gueule, in tedesco Göhl) è un fiume che scorre tra Belgio e Paesi Bassi, dove si immette nella Mosa.

## Corso
La sua sorgente è posta a circa 300 m s.l.m. nell'area orientale del Belgio al confine con la Germania, precisamente nei pressi di Hauset, frazione del comune di Raeren. Dalla sorgente, dopo un percorso di circa 20 km in direzione nordovest, oltrepassa il confine ed entra nei Paesi Bassi nei pressi di Epen, frazione della municipalità di Gulpen-Wittem della quale il fiume segna il confine con quella di Vaals. Dopo altri 38 km in direzione ovest-nordovesta attraverso la parte meridionale del Limburgo, si immette nella Mosa a nord della città di Maastricht.